# CAMP (イベント)
CAMP (キャンプ) は、トークイベントが中心のイベント。現在、井上文雄が運営している。

## 概要
代官山に期間限定のミュージアムを開催した「MOT:MUSEUM OF TRAVEL」(2005)の仲間たちが、2006年に改めて活動を開始した活動。
アーティストやキュレーター、ディレクター、批評家、研究者、学生などと関わりながら、トークイベントや展覧会、パーティーなどを主に東京で開催。
これまで、井上文雄、小口菜緒実、森岡美樹、長内綾子、鈴木佑也、吉﨑和彦、鷲尾蓉子、秋山友佳、細井なつみ、赤荻真奈美、古謝沙樹、小堀望、西まどか、安平洋子、脇屋佐起子、中村由佳、岡田潤子、中山博美が運営メンバーにいた。